# Droga wojewódzka nr 944
Droga wojewódzka nr 944 (DW 944) – droga wojewódzka przebiegająca od Cieszyna (węzeł Krasna S 52) do Bielska-Białej (DW 942). Dawna DK 1. ("Stara jedynka" Cieszyn - Bielsko). Wcześniej była to droga o długości 1 km przebiegająca przez Żywiec.